# A Magyar Kultúra Lovagjai 2001
A Magyar Kultúra Lovagja 2001. évi kitüntetettjei

## A Magyar Kultúra Lovagja
56.	Árkus Péter (Dévaványa) tanár-régész, „Honismereti munkásságáért”
57.	Prof. Dr. Claus-Frenz Claussen (Eisenbülh, Németország) egyetemi, tanár, acél szobrász, „A magyar kultúra külföldi népszerűsítéséért”
58.	Csajághy György (Pécs) zenetanár-népzenekutató, tárogató és klarinétművész, „A magyar népzene őstörténeti kutatásáért”
59.	Dinnyés József (Budapest) daltulajdonos, előadóművész, „A magyar költészet népszerűsítéséért”
60.	Ferencz Éva (Budapest) színművész, énekes, „A magyar kulturális hagyományok megőrzéséért”
61.	Gálfalvi Gábor (Alsóboldogfalva, Románia) igazgató-tanító, „A magyar kultúra fenntartásáért és néprajzi gyűjtőmunkájáért”
62.	Gergye Rezső (Vasvár) népművelő, „Közművelődési tevékenységéért”
63.	Góg János (Csongrád) író, a csongrádi RaszteR Könyvkiadó igazgatója, „Kultúraszervező tevékenységéért”
64.	Dr. Gyarmathy Kálmán (Bocskaikert) polgármester, „A település kulturális életének fejlesztéséért”,
65.    Győri Istvánné (Budapest) Magyar Mezőgazdasági Múzeum Baráti Kör főtitkára, „Mezőgazdasági örökség megőrzéséért”
64.	Hajdú Jenő (Borsi, Szlovákia) pedagógus, „Kulturális örökség megőrzéséért”
65.	Hoffner Tibor (Taliándörögd) polgármester, „A település kulturális életének fejlesztéséért”
66.	Hornyák Gyula (Miskolc) könyvtáros-helytörténész, „A település kulturális életének fejlesztéséért”
67.	Illés Sándor (Budapest) író, „Irodalmi munkásságáért”
68.	Kalló József (Csákberény) főtisztelendő, „Kulturális örökség megmentéséért”
69.	Kiss Béla (Kazincbarcika) SZIRT elnöke, „A kortárs irodalom támogatásáért”
70.	Kókai Ernő (Székesfehérvár) alezredes, a Honvéd Kulturális Szolgáltató KHT igazgatója, „Népművelői tevékenységéért”
71.	Dr. Kotsis Ottó (Kaposvár) pedagógus, „A táncművészet megismertetéséért”
72.	Lukácsi György (Jászkisér) pedagógus, „Népművelő tevékenységéért”
73.	Dr. Marácz Károly László (Eindhoven, Hollandia) nyelvész, „A magyar nyelv kutatásáért és az európai integráció elősegítéséért”
74.	Mosonyi Ferenc (Gyömrő) zenész „Kortárs művészeti örökség népszerűsítéséért”
75.	Mucsi József (Budapest) alezredes HM Kulturális Osztályának vezetője, „A honvédség kulturális életének irányításáért”
76.	Németh Eszter (Gyomaendrőd) nyugdíjas pedagógus, „Néprajzi örökség felkutatásáért”
77.	Dr. Nienhaus Rózsa H. (Harixbeck, Németország) biomatemetikus, „A népi és népművészeti hagyományok alkotó fejlesztéséért”
78.	Pallag József (Úrhida) nyugdíjas klub elnöke, „Kulturális közösségformáló tevékenységéért”
79.	Klaus Rettel (Berlin) a Via Europae Sculpturarum és a berlini Német Magyar Baráti Társaság alelnöke, az Európa Unió „Keleti blokk gazdasági tanácsadója”, „A magyar kultúra külföldi megjelenésének szervezéséért és támogatásáért”
80.	Sárkány István (Budapest) népművelő-festőművész, „Kultúraszervező munkásságáért”
81.	Karlheinz Sendke (Berlin) ügyvéd-közjegyző, „A magyar kultúra külföldi támogatásáért”
82.	Dr. Szabó László (Budapest) építész, főiskolai docens, „A népi építészeti értékek megőrzéséért, tanári példamutatásáért”
83.	Dr. Szabó Zoltán (Túrkeve) Túrkevéért Alapítvány kuratórium elnöke, „A település kulturális életének sokoldalú támogatásáért”
84.	Szentpéteri Gabriella (Budapest) zongoraművész, „A magyar kultúra nemzetközi megismertetéséért”
85.	Vaszkó Irén (Gyomaendrőd) nyugalmazott tanárnő, „Tanári példamutatásáért, a néprajzi örökség megőrzéséért”

## Posztumusz A Magyar Kultúra Lovagja
88.	Dr. Lőrincze Lajos (Budapest) nyelvész, „A magyar nyelv megőrzése érdekében kifejtett életművéért”
89.	Szigetvári János (Pécs) Ybl-díjas építészmérnök, „Építészeti kulturális örökség megőrzéséért”
90.	Varga Mihály (Pécel) helytörténész, „Helytörténeti életművéért”